# بوش (فلم)
بوش هو فيلم خيال العلمي أمريكي 2009 المخرج بول ماكيجين. فيلم يوجد به عدد من النجوم امثال كريس إيفانز، «داكوتا فانينغ»، كليف كيرتس، وجويل غريتش ودجيمون هاونسو.

## قصة
تدور أحداث فيلم «بوش» في إطار من الخيال العلمي والتشويق حول وكالة خاصة تابعة للمخابرات المركزية الأمريكية تمتلك سياسة شديدة التفرد، فالوكالة تعتمد على البحث عن الأشخاص الذين يتمتعون بقدرات عقلية خارقة

## بطولة
- كريس إيفانز
- داكوتا فانينغ
- كاميلا حسناء
- جويل غريتش
- دجيمون هاونسو
- زياولو لي
- كليف كيرتس
- نيل جاكسون
- مينغ-نا
- ماغي سيف

## وصلات خارجية
- مقالات تستعمل روابط فنية بلا صلة مع ويكي بيانات